# Чаршанбе
Чаршанбе (узб. Chorshanba / Чоршанба) — посёлок городского типа, расположенный на территории Шахрисабзского района Кашкадарьинской области Республики Узбекистан.

Статус посёлка городского типа с 2009 года.